# Politique aujourd'hui
Politique aujourd'hui est un mensuel français créé en janvier 1969 qui a subsisté jusqu'en janvier 1989. Il se présentait comme une revue mensuelle de « recherches et pratiques socialistes dans le monde ».
Fondé par Paul Noirot, qui en sera le rédacteur en chef tout au long de son existence, le périodique apparaît comme « une revue mensuelle de gauche, anti-stalinienne, représentant divers courants ».  Il fut lancé avec le soutien d'une longue liste de signataires comprenant en majorité des intellectuels et des scientifiques de la gauche non communiste (dans laquelle figurent des personnalités comme Georges Balandier, Jean Bruhat, Jean Chesneaux, Vladimir Jankelevitch, Théodore Monod, Maxime Rodinson, Vercors, Pierre Vidal-Naquet ou Jean-Pierre Vernant). Le premier Comité de rédaction comprenait, entre autres, Gilbert Badia, Jacques Berque, Jean Bouvier, Jean-Pierre Faye, Albert-Paul Lentin, Pierre Joxe et Madeleine Rebérioux. Albert-Paul Lentin sera par la suite le directeur de la publication.
Les numéros prirent souvent l'allure de dossiers thématiques portant sur l'actualité ou sur les réalités internationales. Participèrent par la suite au Comité de rédaction Blandine Barret-Kriegel, Marianne Debouzy, René Gallissot, Daniel Lindenberg, Alain Joxe, etc.